# Hajoho
Hajoho (arabisch هاجوهو) ist ein Ort auf der Insel Anjouan im Inselstaat Komoren im Indischen Ozean. 1991 wurden 2505 Einwohner gezählt.

## Geographie
Hajoho liegt an der Nordostküste der Insel. In derselben Bucht liegt der Ort Ndrangani.
In der Nähe münden die Fiumaras Chirontsini und Bouéni ins Meer.